# Piper coriaceilimbum
Piper coriaceilimbum är en pepparväxtart som beskrevs av C. Dc.. Piper coriaceilimbum ingår i släktet Piper och familjen pepparväxter. Inga underarter finns listade i Catalogue of Life.